# Georg Ernst von Dölau
Georg(e) Ernst von Dölau war ein kursächsischer Oberküchenmeister, Kammerherr und Amtshauptmann.

## Leben
Er entstammte dem Adelsgeschlecht von Dölau. Am 19. Dezember 1656 wurde er von Kurfürst Johann Georg II. von Sachsen in Dresden zu dessen Oberküchenmeister und Kammerjunker, später auch zum Kammerherrn, ernannt. Ferner erhielt er das Vorwerk Kleinwolmsdorf, das der Kurfürst zum Rittergut erhob. Außerdem erhielt er den Posten des Amtshauptmanns in Dippoldiswalde. In Kleinwolmsdorf errichtete Georg Ernst von Dölau das heutige Schloss.
1664 erwarb er in der Nähe von Dresden an der alten Bautzner Poststraße ein Weinbergsgrundstück, auf dem er ein Winzerhaus erbaute. Die Gast- und Schankprivilegien erhielt er jedoch nicht. Im Jahr 1685 kaufte der kurfürstliche Kapellmeister Christoph Bernhard den Weinberg und errichtete in dem Winzerhaus eine Schänke, die 1688 das Schankrecht erhielt. Sie wurde nach ihrer Lage nahe der Heide „Zum Weißen Hirsch“ genannt und gab schließlich dem gesamten Stadtteil seinen Namen. Der wirtschaftlich erfolgreichen Schänke wurde im Jahr 1726 der Status „kanzleischriftsässiges Gut“ verliehen, verbunden mit einigen Privilegien.